# 浩饶山镇
浩饶山镇，是中华人民共和国内蒙古自治区呼伦贝尔市扎兰屯市下辖的一个乡镇级行政单位。

## 行政区划
浩饶山镇下辖以下地区：
东平台村、西平台村和浩饶山村。